# Cham (povo)
Os cham (em vietnamita:  người Chăm or người Chàm, Cham) são um grupo étnico austronésio do sudeste asiático. Eles estão concentrados entre a Província de Kampong Cham, no Camboja, e nas áreas centrais do Vietnã como Phan Rang-Thap Cham, Phan Thiet, Ho Chi Minh e An Giang. Aproximadamente 4 000 Chams vivem na Tailândia; principalmente no sul em Pattani, Província de Narathiwat, Província de Yala, e Província de Songkhla. Eles formaram comunidades islâmicas tanto no Camboja, como no Vietnã.
Os cham são os remanescentes do Reino de Champá (século VII ao século XV). Eles são próximos de outros povos austronésios e falam a língua Cham, uma língua malaio-polinésia da família de línguas austronésias.

## História

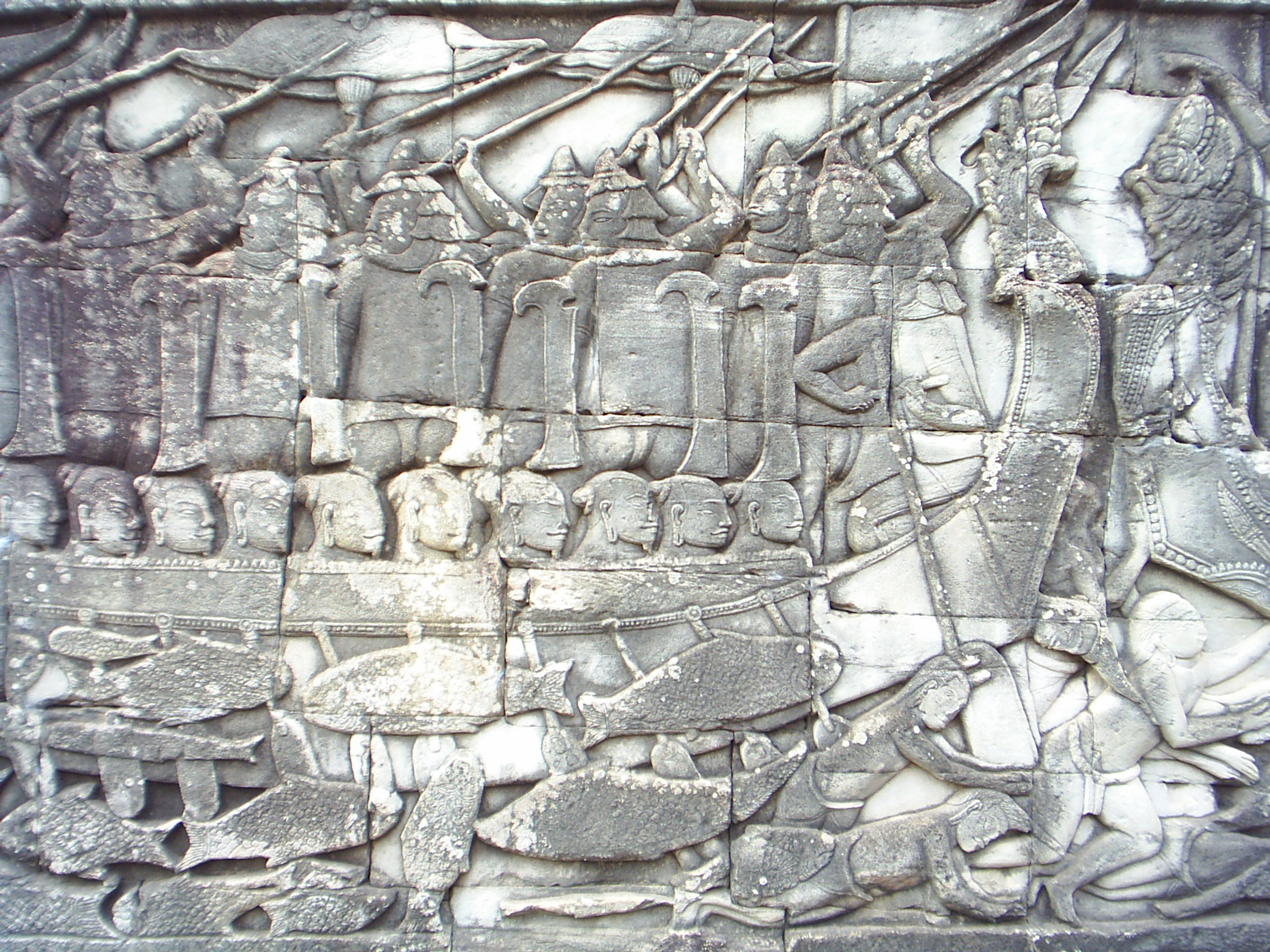
Retrato de soldados Cham em um barco lutando contra os Khmers. Desenho em pedra de Bayon

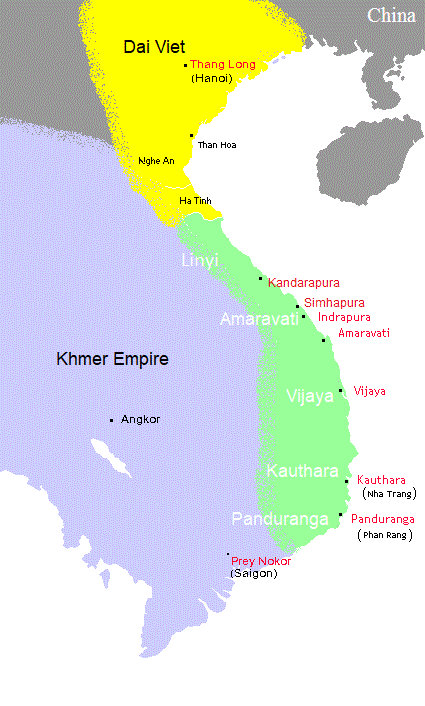
Reino de Champá (em verde) em torno de 1100 d.C

Os ancestrais dos chams, provavelmente, migraram da ilha de Bornéu. Os primeiros registros chineses do reino de Champá são do século II d.C. Em seu auge, no século IX, o reino de Champá controlava um vasto território entre Huế, no centro de Annam, até o Delta do Mekong na Cochinchina. Sua prosperidade veio do comércio marítimo de sândalo, escravos e, provavelmente, pirataria marítima.
No século XII, os chams lutaram várias guerras no oeste contra o Khmer Angkoriano. Em 1177, os Chams e seus aliados lançaram um ataque a partir do lago Tonle Sap e saquearam a capital Khmer. No entanto, em 1181 ele foram derrotados pelo exército do rei Jayavarman VII.
Entre a ascensão do Império Khmer, em torno de 800 d.C., e a pressão territorial dos vietnamitas pelo sul, o Reino de Champá começou a diminuir. Em torno de 1471 eles sofreram um grande derrota dos vietnamitas que reduziu o reino a um pequeno povoado perto de Nha Trang. Entre 1607 e 1676, o rei Champá converteu-se ao islã e durante esse período foi a principal característica da sociedade Cham.
Com a expansão dos vietnamitas em 1720, o reino de Champá foi anexado e sua população foi perseguida durante o governo de Minh Mang. Como conseqüência, o último rei muçulmano Champá, Pô Chien, decidiu reunir seu povo (aqueles que estavam no continente) e migraram para o sul do Camboja, enquanto que aqueles que estavam nas regiões costeiras migraram para Trengganu (Malásia). Um pequeno grupo fugiu para a ilha chinesa de Hainan, onde hoje eles são conhecidos como Utsuls. A área do Camboja pertencia ao rei e os povoados fundados naquele período, é conhecido atualmente como província de Kampong Cham. Nem todos os Chams muçulmanos migraram junto com o rei e, alguns, continuam até hoje nas províncias de Khanh Hoa, Ninh Thuan e Binh Thuan no Vietnã.
Na década de 1960 houve vários movimentos populares contra a opressão do povo Cham e a criação de um estado para eles. Os movimentos eram Frente de Liberação de Champá (FLC - Le Front pour la Libération de Cham) e Front de Libération des Hauts plateaux. No início o nome era Front de Libération des Hauts plateaux entre 1946 e 1960. Em 1960 o nome mudou para Front de Libération des Hauts plateaux e, em algum momento da década de 60, se junto ao FLC e formaram o Front unifié pour la Libération des Races opprimées. Atualmente, não há mais nenhum movimento atuante.